# Олсуфьев, Иван Матвеевич
Иван Матвеевич Олсуфьев (около 1716 — 2 (13) апреля 1791) — действительный статский советник, предводитель дворянства Тверского наместничества.

## Биография
Сын Матвея Дмитриевича Олсуфьева, обер-гофместера Екатерины I (умер в 1730 году). С 1736 года прапорщик лейб-гвардии Измайловского полка; с 1.01.1748 года из прапорщиков пожалован в подпоручики; с 26.05.1751 — поручик; с 20.09.1755 из поручиков 9-й роты пожалован в капитан-поручики; с 25.11.1758 из капитан-поручиков лейб-гвардии Измайловского полка уволен в отставку, «за болезнью», с чином армии полковника. В отставке с 1758 по 1764 год.
С 1764 по 1769 год полковником служит на должности коллежского советника во II департаменте Московской конторы Юстиц-коллегии. В той должности и в том чине, в 1767 году, от Московской конторы Юстиц-коллегии, избран депутатом Комиссии по составлению проекта Нового Уложения и откомандирован в С.-Петербург. С 8.01.1768 из полковников пожалован в чин статского советника, с оставлением замещающего должность коллежского советника.
С 20.01.1776 по 10.01.1779 года — предводитель дворянства Бежецкого уезда Тверского наместничества, действительный статский советник (1770). Одновременно, с 23.01.1776 по 11.01.1779 года — губернский предводитель дворянства Тверского наместничества. С 11.01.1779 повторно избран губернским предводителем на новый срок. Однако, с 15.01.1779 года, по прошению, «за старостию лет и слабостию здоровья», отставлен от должности губернского предводителя.
С.-Петербургский домовладелец. В 1753 году за ним, кроме казённой квартиры в 1-м офицерском доме лейб-гвардии Измайловского полка, деревянный дом, в 5-й линии Васильевского о-ва, между «большой и малой першпективою». Московский домовладелец. За ним двор в Сущёвской слободе. Помещик: родового с. Деледино, Верховского стана, Бежецкого уезда Тверского наместничества, позднее — Весьегонского у. Тверской губернии (впоследствии перешло во владения дворян Верховских); с. Поречье, Бежецкого у. (впоследствии принадлежало разным помещикам); дер. Афонасово и дер. Серцово, Краснохолмского уезда; дер. Шелково, с пустошами Бобошино, Семендяево и Харитоново, Московского уезда. В 1747 году, вместе с братом — капралом лейб-гвардии Измайловского полка Яковом Матвеевичем Олсуфьевым, пожалован деревней Пустомержа («мыза Алсуфьева», ныне — дер. Большая Пустомержа) Кингисеппского уезда С.-Петербургской губернии, в которой создал усадьбу, с регулярным парком и прудами, и населил ещё одну деревню — Матвеевку.

## Cемья
Был женат на Анне Ивановне Вельяминовой, помещице: сельца Семенково, Ижевского стана, Дмитровского уезда (совместно с князем Петром Фёдоровичем Тюфякиным), в коем, согласно 3-й ревизии — 1764 г., было 56 крестьянских душ муж. пола; дер. Высокая, того же стана и уезда, в коем ей принадлежало, по 3-й ревизии, 30 крестьянских душ муж. пола; пустоши Рябинки, Кузьмодемьянского стана, Дмитровского уезда. В браке два сына и три дочери.
- Дочь — Александра Ивановна Бутурлина. С 4 февраля 1764 года замужем за гвардии поручиком Измайловского полка Сергеем Петровичем Бутурлиным (22.10.1725-12.09.1786), представителем нижегородской ветви дворянского рода Бутурлиных, помещиком с. Дмитриевское (Поя тож) Лукояновского уезда Нижегородского наместничества, которое он наследовал после отца — Петра Леонтьевича Бутурлина, поручика Луцкого драгунского полка, капитана Вятского драгунского пока, вышедшего в отставку в чине армии майора, и родного дяди — Семёна Леонтьевича Бутурлина, капитана Колтовского гарнизонного полка. В 1782 году — дворянский заседатель Лукояновского уездного суда. Крупный помещик, за ним было 1244 крепостных душ муж. пола в разных уездах. Московский домовладелец.